# San Mango sul Calore
San Mango sul Calore er en by i Campania, Italien med 1.093 (2023) indbyggere.